# Донко Ангелов
Донко Николов Ангелов е български лекоатлет, състезател в дисциплините троен скок, скок на дължина, скок на височина и 100 м. бягане за хора с нарушено зрение. Роден е на 17 февруари 1965 г.
Големите му успехи в спорта са участията на пет параолимпиади – Сеул 1988, Барселона 1992, Атланта 1996, Сидни 2000 и Атина 2004. Носител е на два сребърни медала в дисциплината троен скок през 1988 и 1992 г. от параолимпиадите.

## Успехи

### 1983
Европейско първенство – Варна България
- 1-во място на дълъг скок
- 2-ро място на висок скок
- 5-о място на 100 м

### 1984
Балкански игри – Волос Гърция
- 1-во място на дълъг скок
- 1-во място на 100 м

### 1987
Европейско първенство – Москва СССР
- 2-ро място на троен скок
- 3-то място на дълъг скок

### 1988
Олимпийски игри – Сеул – Ю.Корея
- 2-ро място троен скок
- 5-о място дълъг скок

### 1989
Европейско първенство – Цюрих Швейцария
- 3-то място на троен скок

### 1992
Олимпийски игри – Барселона – Испания
- 2-ро място троен скот
- 4-то място дълъг скок

### 1993
Европейско първенство – Дъблин Ирландия
- 4-то място на дълъг скок

### 1994
Световно първенство – Берлин Германия
- 3-то място на троен скок

### 1996
Олимпийски игри – Атланта –САЩ
- 6-о място на петобой

### 1998
Световно първенство – Мадрид – Испания
- 4-то място троен скок
- 5-о място дълъг скок

### 2000
Олимпийски игри – Сиднии – Австралия
- 6-о място на петобой

### 2004
Олимпийски игри – Атина – Гърция
- 8-о място на петобой